# Christian Wolanin
Christian Wolanin (* 17. März 1995 in Québec City, Québec) ist ein US-amerikanisch-kanadischer Eishockeyspieler, der seit Juli 2022 bei den Vancouver Canucks aus der National Hockey League (NHL) unter Vertrag steht und parallel für deren Farmteam, die Abbotsford Canucks, in der American Hockey League (AHL) zum Einsatz kommt. Zuvor verbrachte der Verteidiger drei Jahre in der Organisation der Ottawa Senators und war kurzzeitig für die Buffalo Sabres aktiv. Sein Vater Craig war ebenfalls professioneller Eishockeyspieler.

## Karriere

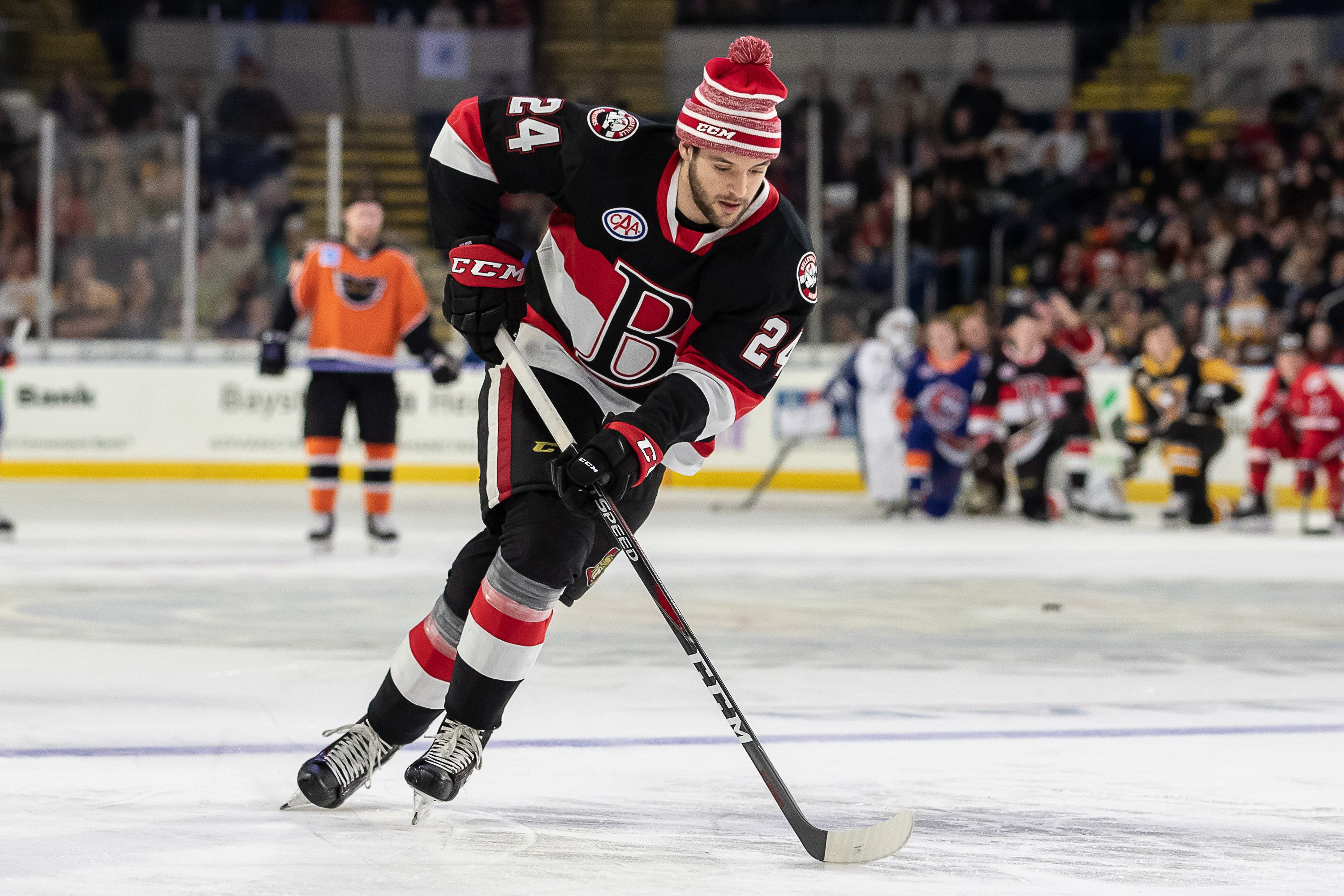
Wolanin beim AHL All-Star Classic 2019

Wolanin kam in der franko-kanadischen Metropole Québec City zur Welt, während sein Vater Craig bei den Nordiques de Québec aus der National Hockey League unter Vertrag stand. Nach mehreren Umzügen, unter anderem nach Denver im US-Bundesstaat Colorado, ließ sich die Familie in Rochester im Bundesstaat Michigan nieder. Christian Wolanin selbst spielte während seiner Juniorenzeit zwischen 2012 und 2015 in der Juniorenliga United States Hockey League für die Green Bay Gamblers und die Muskegon Lumberjacks. Insgesamt absolvierte er in der Liga über den Zeitraum von drei Spielzeiten 181 Spiele. Am Ende der Saison 2014/15 wurde der Abwehrspieler in Second All-Star Team der USHL berufen und im NHL Entry Draft 2015 in der vierten Runde an 107. Stelle von den Ottawa Senators aus der National Hockey League ausgewählt.
Nach dem Draft wechselte Wolanin jedoch nicht in den Profibereich, sondern begann ein Studium an der University of North Dakota, wo er parallel für die Universitätsmannschaft in der National Collegiate Hockey Conference, einer Division im Spielbetrieb der National Collegiate Athletic Association aktiv war. In seinem zweiten Jahr gewann er mit dem Team die nationale Collegemeisterschaft. Am Ende seines dritten Jahres erhielt er im März 2018 ein Vertragsangebot der Senators, woraufhin durch den Eintritt ins Profitum seine Zeit an der Universität vorzeitig endete. Im restlichen Verlauf der Saison 2017/18 bestritt er zehn Spiele für die Mannschaft aus der kanadischen Hauptstadt. Im Spieljahr 2018/19 kam er sowohl in der NHL als auch in Ottawas Farmteam, den Belleville Senators, in der American Hockey League zu Einsätzen, ebenso wie in den folgenden Jahren.
Im März 2021 gaben ihn die Senators im Tausch für Michael Amadio an die Los Angeles Kings ab. Wolanin beendete daraufhin die Spielzeit in der Organisation der Kings, wobei er auch für deren Kooperationspartner Ontario Reign in der AHL zu Einsätzen kam. Bei dem Versuch den Verteidiger zum Beginn der Saison 2021/22 über den Waiver erneut in die AHL zuschicken, wurde er von dort von den Buffalo Sabres ausgewählt, die damit seinen laufenden Vertrag übernahmen. Er absolvierte bis Anfang Dezember lediglich ein Spiel für Buffalo und fand sich dann erneut auf dem Waiver wieder, von wo aus ihn die LA Kings zurückholten. Nach der Saison 2021/22 wurde sein auslaufender Vertrag bei den Kings nicht verlängert, sodass er sich im Juli 2022 als Free Agent den Vancouver Canucks anschloss.

### International
Für sein Heimatland die Vereinigten Staaten spielte Wolanin im Juniorenbereich bei der World Junior A Challenge 2014, die er mit der Mannschaft gewann. Der Verteidiger erreichte in vier Turnierspielen ebenso viele Torvorlagen und fand sich am Turnierende im All-Star-Team wieder.
Sein Debüt in der US-amerikanischen A-Nationalmannschaft feierte der Verteidiger, der sowohl die US-amerikanische als auch kanadische Staatsbürgerschaft besitzt, bei der Weltmeisterschaft 2019 in der Slowakei, als er im Turnierverlauf nachnominiert wurde. In sechs Turnierspielen blieb er punktlos und schied mit der Mannschaft im Viertelfinale aus. Dem gegenüber gewann er mit dem Team USA bei der Weltmeisterschaft 2021 die Bronzemedaille.

## Erfolge und Auszeichnungen
| - 2015 USHL Second All-Star Team - 2017 NCAA-Division-I-Championship mit der University of North Dakota - 2018 NCHC Second All-Star Team - 2019 Teilnahme am AHL All-Star Classic | - 2023 Teilnahme am AHL All-Star Classic - 2023 AHL First All-Star Team - 2023 Eddie Shore Award - 2025 Calder-Cup-Gewinn mit den Abbotsford Canucks |

### International
- 2014 Goldmedaille bei der World Junior A Challenge
- 2014 All-Star-Team der World Junior A Challenge
- 2021 Bronzemedaille bei der Weltmeisterschaft

## Karrierestatistik
Stand: Ende der Saison 2023/24

### International
Vertrat die USA bei:
- World Junior A Challenge 2014
- Weltmeisterschaft 2019
- Weltmeisterschaft 2021

(Legende zur Spielerstatistik: Sp oder GP = absolvierte Spiele; T oder G = erzielte Tore; V oder A = erzielte Assists; Pkt oder Pts = erzielte Scorerpunkte; SM oder PIM = erhaltene Strafminuten; +/− = Plus/Minus-Bilanz; PP = erzielte Überzahltore; SH = erzielte Unterzahltore; GW = erzielte Siegtore; 1 Play-downs/Relegation; Kursiv: Statistik nicht vollständig)